# Andrena segregans
Andrena segregans är en biart som beskrevs av Cockerell 1900. Andrena segregans ingår i släktet sandbin, och familjen grävbin. Inga underarter finns listade i Catalogue of Life.